# Perseguição religiosa no Império Romano

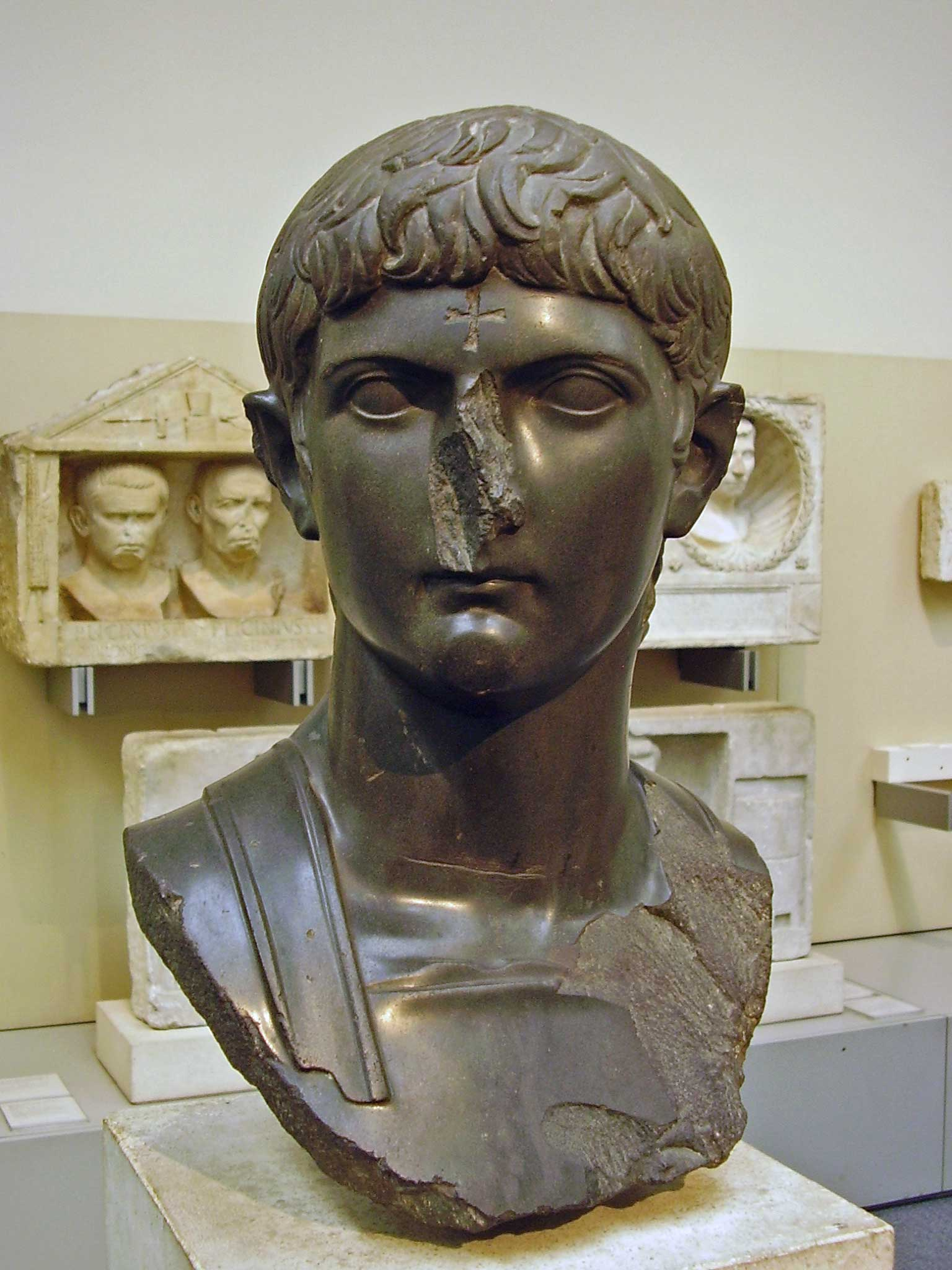
Busto de Germânico desfigurado por cristãos

Como a República Romana, e depois o Império Romano, se expandiram, vieram para incluir pessoas de uma variedade de culturas, e religiões. A adoração de um número sempre cada vez maior de deidades foi tolerado e aceitado. O governo, e os romanos em geral, tendiam para ser tolerantes em direção a maioria das religiões e cultos. Algumas religiões foram banidas por razões políticas ao invés de zelo dogmático, e outros rituais quais envolviam sacrifício humano foram banidos.
Na era cristã, quando o cristianismo se tornou a igreja estatal do Império Romano, a Igreja veio a aceitar que era o dever do imperador romano de usar o poder secular para impor união religiosa. Qualquer um dentro da igreja que não se subscrevia no cristianismo católico era visto como uma ameaça ao domínio e pureza da "verdadeira e única fé" e eles viam como seu direito de defender isso por todos os meios em sua disposição. Isso levou à perseguição de pagãos pelas autoridades e população cristãs após sua instituição como religião do estado.

## Perseguição antes de Constantino I

### Tolerância e intolerância religiosa
O Império Romano normalmente tolerava outras religiões na medida em que se conformavam com as noções romanas do que significava religião adequada e se suas divindades pudessem ser mapeadas nas divindades romanas. Caso contrário, os romanos produziram uma série de perseguições às religiões ofensivas e não conformes.
No início do século III, Dião Cássio delineou a política imperial romana em relação à tolerância religiosa:

Você não deve apenas adorar o divino em todos os lugares e de todas as maneiras de acordo com nossas tradições ancestrais, mas também forçar todos os outros a honrá-lo. Aqueles que tentam distorcer nossa religião com ritos estranhos, vocês devem odiar e punir, não apenas por causa dos deuses … mas também porque tais pessoas, trazendo novas divindades, convencem muitos a adotar práticas estrangeiras, que levam a conspirações, revoltas e facções, que são totalmente inadequadas para o monarca".— Dião Cássio, Hist. Rom. LII.36.1–2

### Os Bacanais
Em 186 a.C., o senado romano emitiu um decreto que severamente restringiu os Bacanais, ritos extáticos celebrados em honra de Dioniso. Lívio registra que essa perseguição foi devido ao fato que "não havia nada perverso, nada flagrante, que não tinha sido praticado entre eles" e que "um número maior foi executado do que jogado na prisão; de fato, a multidão de homens e mulheres que sofreram de ambos os modos foi muito considerável". Lívio descreve as percepções romanas de seitas Bacanais (que ele compartilhava) em seu Ab Urbe Condita Libri (38.9-18), entre essas descrições estão:
O dano não seria sério, se eles tivessem perdido sua masculinidade por meio de sua devassidão - a desgraça cairia principalmente sobre eles - e tivessem evitado ultraje aberto e traição secreta. Nunca houve um mal tão gigantesco na comunidade, ou um que tenha afetado tantos ou causado tantos crimes. Quaisquer instâncias de luxúria, traição ou crime que tenham ocorrido durante estes últimos anos, originaram-se, você pode estar perfeitamente certo, naquele santuário de ritos profanos. Eles ainda não revelaram todos os objetos criminosos de sua conspiração. Até agora, sua associação ímpia se limita a crimes individuais; ainda não tem força suficiente para destruir a comunidade. Mas o mal está rastejando furtivamente e crescendo dia após dia; já é grande demais para limitar sua ação a cidadãos individuais; parece ser supremo no Estado.
Em uma placa de bronze encontrado em Tiriolo, Itália em 1640, um decreto romano lê:
Que nenhum deles tenha a intenção de ter um santuário de Baco ... Que nenhum homem, seja cidadão romano ou aliado latino ou outro aliado, tenha a intenção de ir a um encontro de Bacantes ... Que nenhum homem seja um sacerdote. Que ninguém, homem ou mulher, seja um mestre. Que nenhum deles se dedique a ter um fundo comum. Que ninguém se dedique a fazer de um homem ou mulher um oficial ou oficial temporário. Daqui em diante que ninguém se dedique a conspirar, conviver, tramar ou fazer votos em comum entre si ou prometer lealdade uns aos outros.

Se houver quem transgrida contra os decretos acima estabelecidos, uma acusação capital será levada contra eles. – Decreto do Senado Relativo aos Ritos de Baco.

### Druidas
Druidas eram vistos como essencialmente não romanos: uma prescrição de Augusto proibiu cidadãos romanos de praticarem ritos "druídicos". Plínio registra que sob Tibério os druidas foram suprimidos—junto com adivinhos e médicos—por um decreto do senado, e Cláudio proibiu seus ritos completamente em 54 d.C. Druidas foram alegados de praticarem sacrifício humano, uma prática abominável para os romanos. Plínio, o Velho (23 d.C. – 79 d.C.) escreveu "É impossível calcular quão grande é a dívida devida aos romanos, que varreram os ritos monstruosos, em quais matar um homem era o mais alto dever religioso e para ele ser comido um passaporte para a saúde."

### Judaísmo
Tibério proibiu o Judaísmo em Roma, e Cláudio os expeliu da cidade. Entretanto, a passagem de Suetônio é ambígua: "Porque os judeus em Roma causaram contínuos distúrbios na instigação de Chrestus ele [Cláudio] os expeliu da cidade". Chrestus tem sido identificado como outra forma de Christus; os distúrbios podem ter sido relacionados com a chegada dos primeiros cristãos em Roma, e que as autoridades romanas, falhando em distinguir entre os judeus e os cristãos primitivos, simplesmente decidiram expeli-los todos.
A Crise sob Calígula (37–41) tem sido proposta como a "primeira ruptura aberta entre Roma e os judeus", mesmo embora problemas já fossem evidentes durante o Censo de Quirino em 6 d.C. e sob Sejano (antes de 31).
Após uma série de guerras romano-judaicas (66–135), Adriano mudou o nome de província da Judeia para Síria Palestina e Jerusalém para Élia Capitolina em uma tentativa de apagar os antigos laços do povo judeu para com a região. Em adição, após 70, judeus e prosélitas judeus foram apenas permitidos a praticarem sua religião se eles pagassem a Taxa Judaica, e após 135 foram excluídos de Jerusalém exceto pelo dia de Tishá BeAv.

### Maniqueísmo
A primeira reação oficial e legislação contra o maniqueísmo do estado romano ocorreu sob Diocleciano. Em um edito oficial chamado De Maleficiis et Manichaeis (302) compilado no Collatio Legum Mosaicarum et Romanarum e dirigido ao procônsul da África, Diocleciano escreveu
Ouvimos dizer que os maniqueístas [...] estabeleceram novas e até então inéditas seitas em oposição aos credos mais antigos, para que pudessem expulsar as doutrinas que nos foram concedidas no passado pelo favor divino para o benefício de seus própria doutrina depravada. Eles surgiram muito recentemente como novas e inesperadas monstruosidades entre a raça dos persas - uma nação ainda hostil a nós - e abriram caminho em nosso império, onde estão cometendo muitos ultrajes, perturbando a tranquilidade de nosso povo e até infligindo graves danos às comunidades cívicas. Temos motivos para temer que, com o passar do tempo, eles se esforcem, como geralmente acontece, para infectar os modestos e tranquilos de uma natureza inocente com os costumes condenáveis e as leis perversas dos persas como com o veneno de uma maligna (serpente) ... Ordenamos que os autores e líderes dessas seitas sejam submetidos a severa punição e, juntamente com seus escritos abomináveis, queimados nas chamas. Orientamos que seus seguidores, se continuarem recalcitrantes, sofrerão pena de morte e seus bens serão confiscados ao tesouro imperial. E se aqueles que passaram para esse credo até então inaudito, escandaloso e totalmente infame, ou para o dos persas, são pessoas que ocupam cargos públicos, ou são de qualquer nível ou posição social superior, você fará isso que suas propriedades sejam confiscadas e os infratores enviados para a (pedreira) em Phaeno ou as minas em Proconnesus. E para que esta praga de iniquidade seja completamente extirpada desta nossa era mais feliz, que sua devoção se apresse em cumprir nossas ordens e comandos.

### Cristianismo

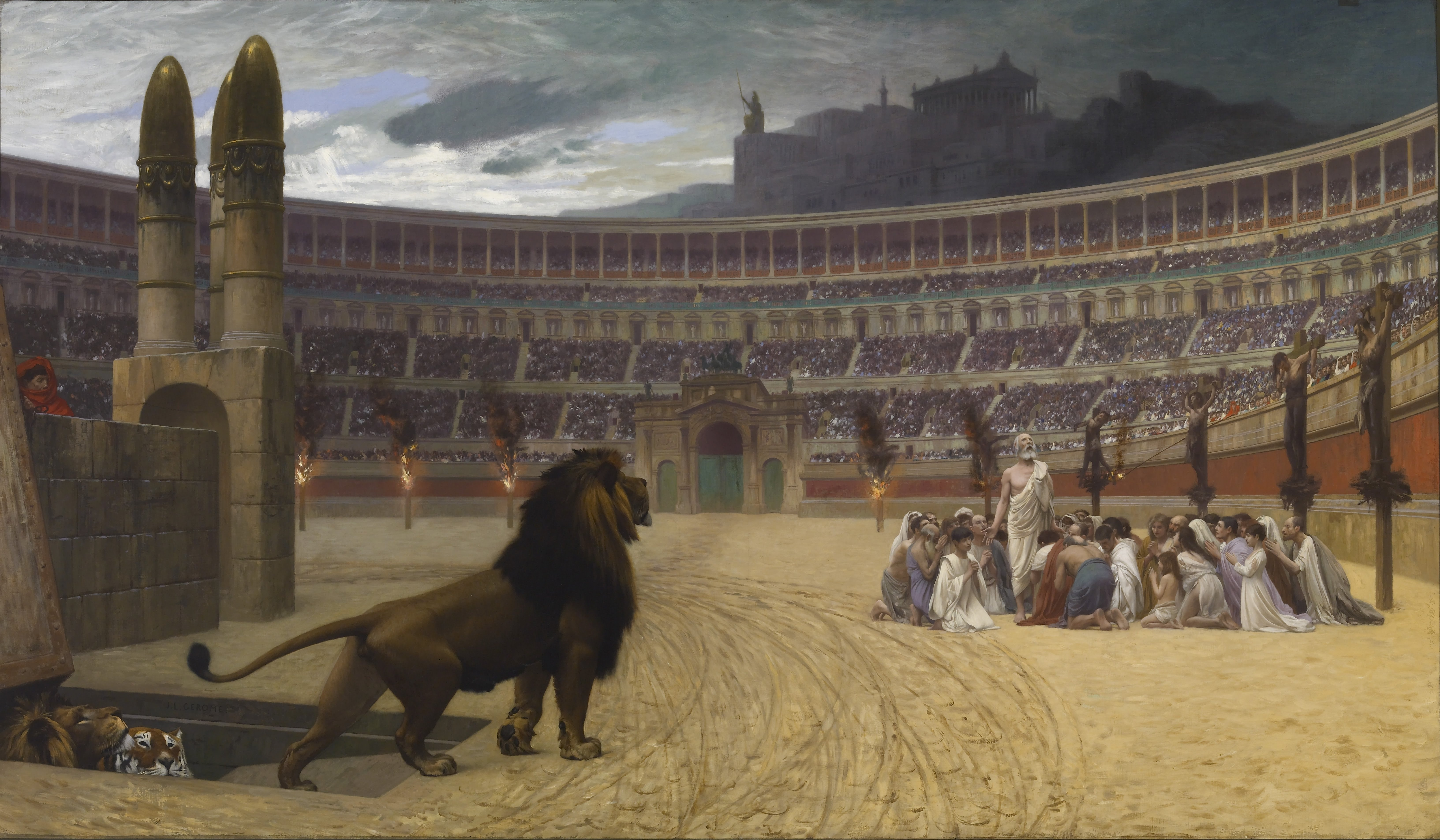
A Última Reza dos Mártires Cristãos, por Jean-Léon Gérôme (1883)

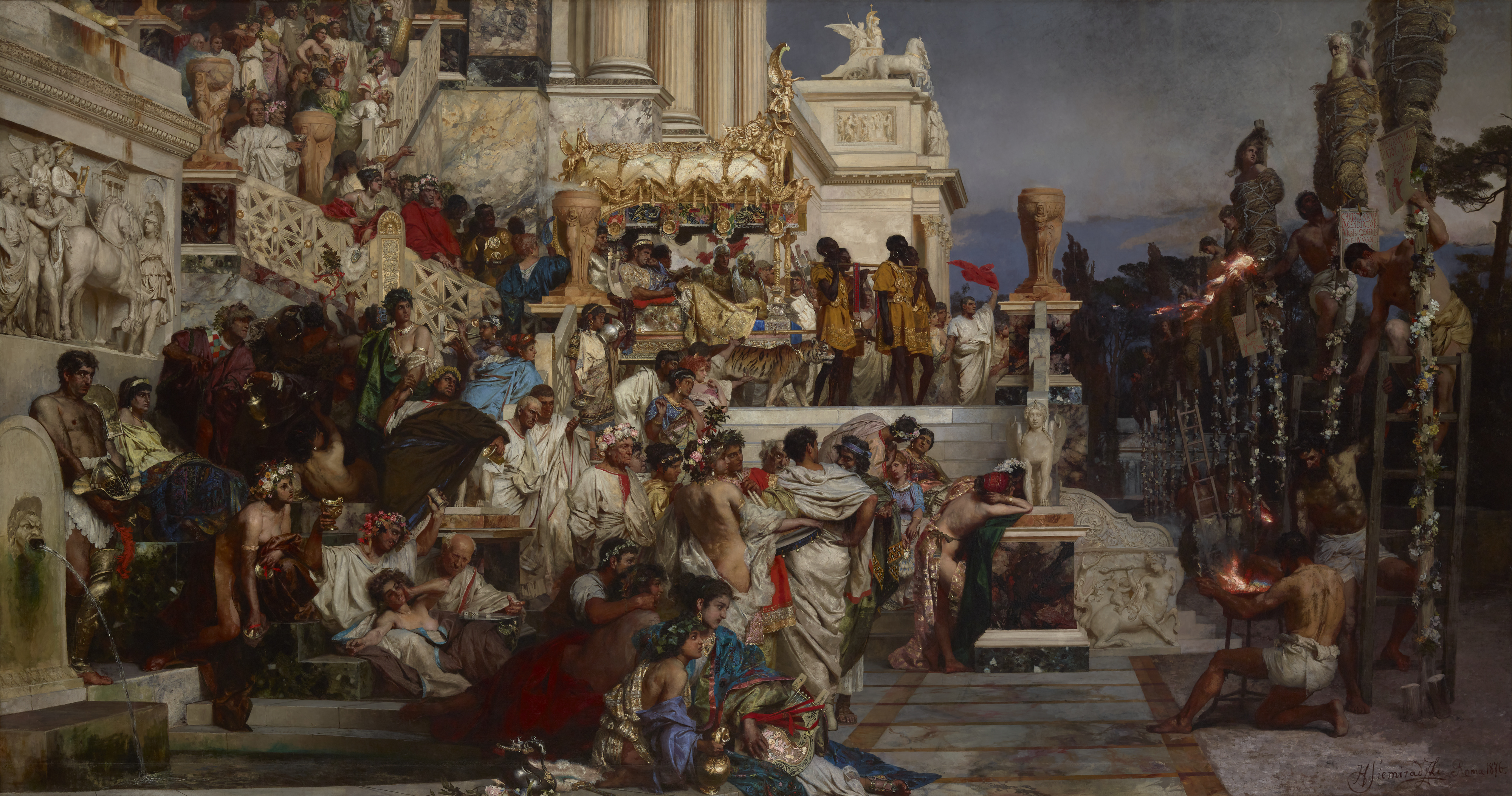
As Tochas de Nero, por Henryk Siemiradzki (1876). De acordo com Tácito, Nero usou cristãos como tochas humanas

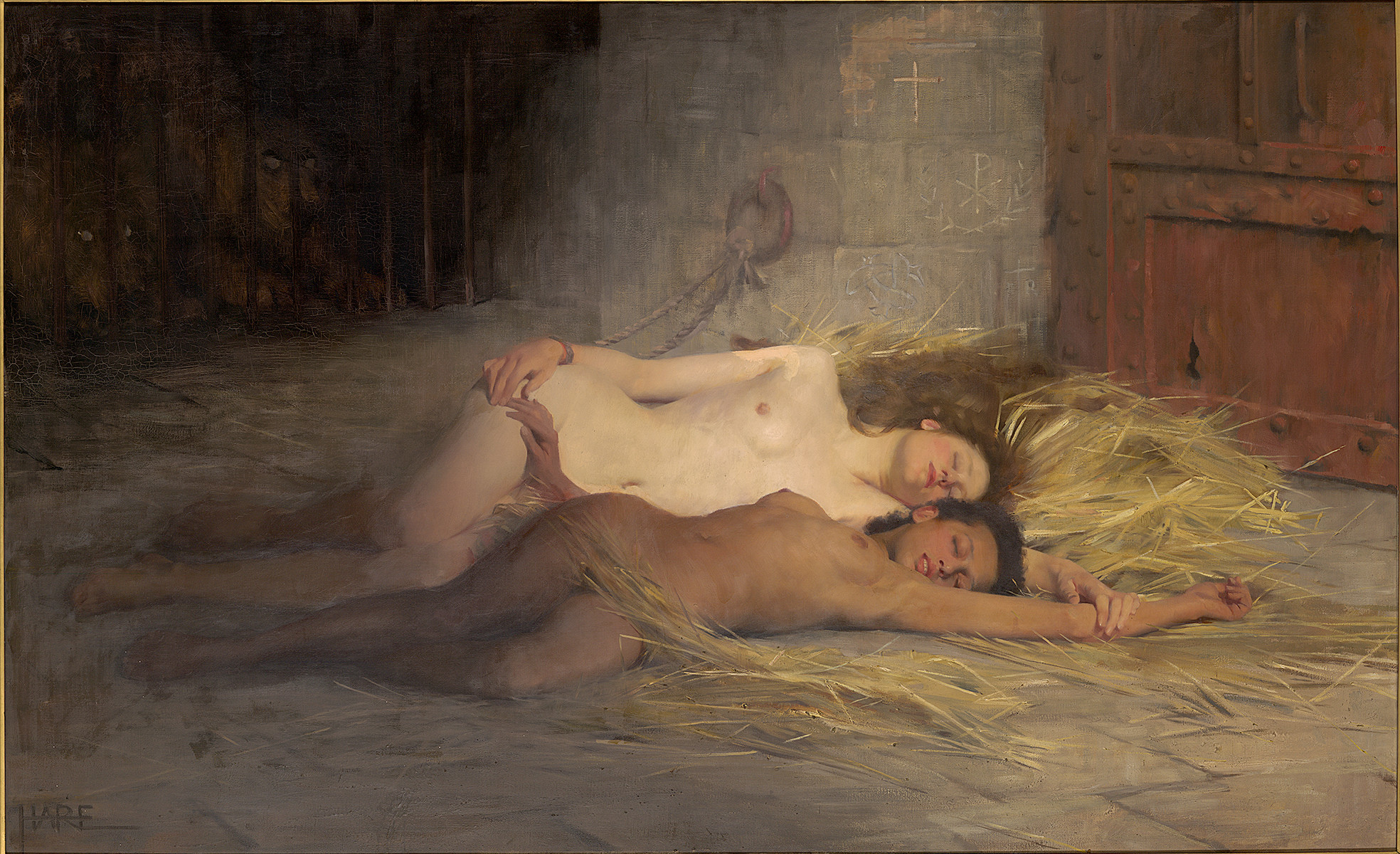
A Vitória da Fé, por Saint George Hare, retrata duas cristãs na véspera de suas damnatio ad bestias

De acordo com Jacob Neusner, a única religião na antiguidade que foi persistentemente proibida e sujeita a perseguição sistemática não foi o judaísmo, mas o cristianismo. Bem como, os mártires cristãos eram uma significante parte do cristianismo primitivo, até a Paz na Igreja em 313.
Suetônio menciona de forma passageira que: "[durante o reinado de Nero] Punições eram também infligidas nos cristãos, uma seita professando uma nova e travessa crença religiosa" mas ele não explica pelo quê eles foram punidos.
Tácito registra que após o Grande incêndio de Roma em 64 d.C. alguns na população responsabilizaram Nero e que para difundir culpas, ele apontou e culpou os cristãos (ou Chrestianos).
A religião dos cristãos e judeus era monoteísta em contraste para o politeísmo dos romanos. Os romanos tendiam para o sincretismo, vendo os mesmos deuses sob diferentes nomes em diferentes lugares do império. Isso então sendo, eles eram geralmente tolerantes e acomodados para novas deidades e as experiências religiosas de outros povos que formavam parte de seu amplo império. Essa tolerância geral não era estendida para religiões que eram hostis ao estado nem que reivindicavam direitos exclusivos para crenças e prática religiosas.
Por sua própria natureza, a fé exclusiva dos judeus e cristãos os distingue de outros povos, mas enquanto o primeiro grupo estava principalmente contido dentro de um único grupo étnico nacional, na Terra Santa e diáspora judaica— os não judeus aderentes da seita tais como prosélitos e tementes a Deus sendo considerados insignificantes—o último era ativo e bem-sucedido em buscar convertidos para a nova religião e fizeram reivindicações universais não limitadas para uma única área geográfica. Visto que o Texto massorético, de qual a cópia mais antiga data do século IX d.C., ensina que "os Deuses dos gentis não são nada", a correspondente passagem na Septuaginta grega, usada pela primitiva igreja cristã, assertou que "todos os deuses dos pagãos são demônios". Os mesmos deuses quem os romanos acreditavam que protegiam e abençoavam sua cidade e seu amplo império durante os muitos séculos eles têm sido adorados eram agora demonizados pela primitiva igreja cristã.
Os romanos protegiam a integridade das religiões praticadas pelas comunidades sob seu domínio, considerando inerentemente correto honrar as tradições ancestrais; por esta razão, os romanos toleraram por muito tempo a seita judaica altamente exclusiva, embora alguns romanos a desprezassem. Isso não foi assim com a comunidade cristã primitiva qual era percebida por vezes para ser uma influência intrinsecamente desestabilizadora e ameaçava a paz de Roma, uma religio licita. Os pagãos que atribuíam as desgraças de Roma e seu amplo império para a ascensão do cristianismo, e que poderiam apenas ver uma restauração por um retorno às velhas maneiras, foram enfrentados pela igreja cristã que se tinha aparado daquela fé e não estava disposta a diluir o que considerava ser a religião do "Único Deus Verdadeiro".
Após os conflitos iniciais entre o estado e a nova religião emergente durante qual cristãos primitivos eram periodicamente submetidos à intensa perseguição, Galiano emitiu um edito de tolerância para todos os credos religiosos incluindo cristianismo, uma reafirmação da política de Alexandre Severo.

## Perseguição aos pagãos pelo Império Romano cristão
Os primeiros episódios começaram no final do reinado de Constantino, o Grande, quando ele ordenou a pilhagem e a derrubada de alguns templos pagãos. As primeiras leis antipagãs pelo Estado cristão começou com o filho de Constâncio, Constâncio II, que era um inabalável oponente do paganismo; ele ordenou o fechamento de todos os templos pagãos, proibiu sacrifícios pagãos sob dor de morte, e removeu o tradicional Altar da Vitória do senado. Sob seu reinado, cristãos comuns começaram a vandalizar muitos dos antigos templos pagãos, tumbas e monumentos.
De 361 até 375, o paganismo recebeu uma relativa tolerância, até quando os três imperadores, Graciano, Valentiniano II e Teodósio II, sob o bispo de Milão, influência maior de Santo Ambrósio, retomaram e escalaram a perseguição. Sob a pressão zelosa de Ambrósio, Teodósio emitiu os infames 391 "Decretos Teodosianos", uma declaração de guerra sob o paganismo, o Altar da Vitória foi removido novamente por Graciano, as Virgens Vestais desbandadas, o acesso aos templos pagãos proibidos.